# شقراقية
الشقراقية (الاسم العلمي: Coraciidae) (بالإنجليزية: Roller)‏ ،هي فصيلة من الطيور تتبع رتبة الشقراقيات من طائفة الطيور.

## أجناس
- الشقراق

## اقرأ أيضاً
- تطور الطيور